# Péroun
Pour l’article ayant un titre homophone, voir Perun.
Péroun, également orthographié Péroune ou Perun (en russe : Перун), est, dans la mythologie slave, le dieu de l'orage et du tonnerre, ainsi que des guerriers. Il a aussi été appelé Piorun (en polonais). Dodola, déesse de la pluie, est parfois considérée comme son épouse. Il est le correspondant de Perkun (Perkūnas dans la mythologie lituanienne). 

## Étymologie, représentation et attributs
Son nom viendrait de la racine *perh2- signifiant « frapper », -oun étant un suffixe d'agent. À la « foudre » perun en russe, perun en tchèque, piorun en polonais répondent les théonymes, Perún, Perun et Pierunie/Piorun. Son nom est un cognat du nom du dieu équivalent dans la mythologie balte, Perkūnas.
Il est souvent représenté comme un personnage athlétique d'âge mûr, au regard farouche et aux cheveux noirs ou argentés, portant barbe et moustache cuivrées et/ou dorées. 
On le représente parfois se déplaçant à cheval ou montant un char tiré par des chevaux ailés. Péroun fait partie du Triglav de Svarog.
Parmi ses attributs figurent la hache, la massue, l'arc et les flèches-éclairs. Le coq est son emblème animal, le chêne son emblème végétal. Chez les Slaves du Sud, l'iris est traditionnellement appelé perunika (la plante de Péroun), ou bogicha (la plante divine), et on croyait qu'il poussait là où le sol avait été frappé par la foudre. Le jeudi (en allemand : Donnerstag, jour du tonnerre) est le jour de Péroun.
Originellement, il était considéré comme le protecteur des agriculteurs[réf. nécessaire].
La plus ancienne allusion à Péroun figure dans le De bello gothico écrit au VIe siècle par Procope de Césarée, qui mentionne un dieu du tonnerre adoré par les Antes et auquel étaient offerts des sacrifices d'animaux, sans le nommer toutefois. Son équivalent germanique est Thor.
Selon Boris Rybakov, qui s'appuie sur le Sermon sur les idoles et sur la Chronique des temps passés, Péroun aurait pu être à l'origine un dieu parmi d'autres, et ce n'est qu'en 980 qu'il aurait acquis une place prééminente au panthéon de la Rus' de Kiev (il aurait remplacé Rod au Xe siècle). Selon l'historien et folkloriste Anitchkov, le culte de Péroun était le culte de la caste militaire des descendants des Varègues, et Péroun pourrait donc être un dieu d'origine scandinave.
L'une des faces latérales de l'idole du Zbroutch, découverte au XIXe siècle, pourrait représenter Péroun.

## Attestations dans les traités
Péroun était invoqué, au même titre que Volos, comme garant des traités conclus entre les Russes d'une part, les Byzantins et les Grecs d'autre part. Ainsi dans un traité passé en 945, il est dit « Si quelque prince ou quelqu'un du peuple russe viole ce qui est écrit sur cette feuille, qu'il périsse par ses propres armes, qu'il soit maudit de Dieu et de Péroun, comme ayant violé son serment » (le dieu des chrétiens et celui des païens étant invoqués à égalité). Un autre traité conclu par Sviatoslav Ier avec les Grecs en 971 dit « Si nous n'observons pas ce que nous avons énoncé plus haut, soyons maudits par le Dieu en qui nous croyons, par Péroun et Volos, dieu des troupeaux. »

## La christianisation

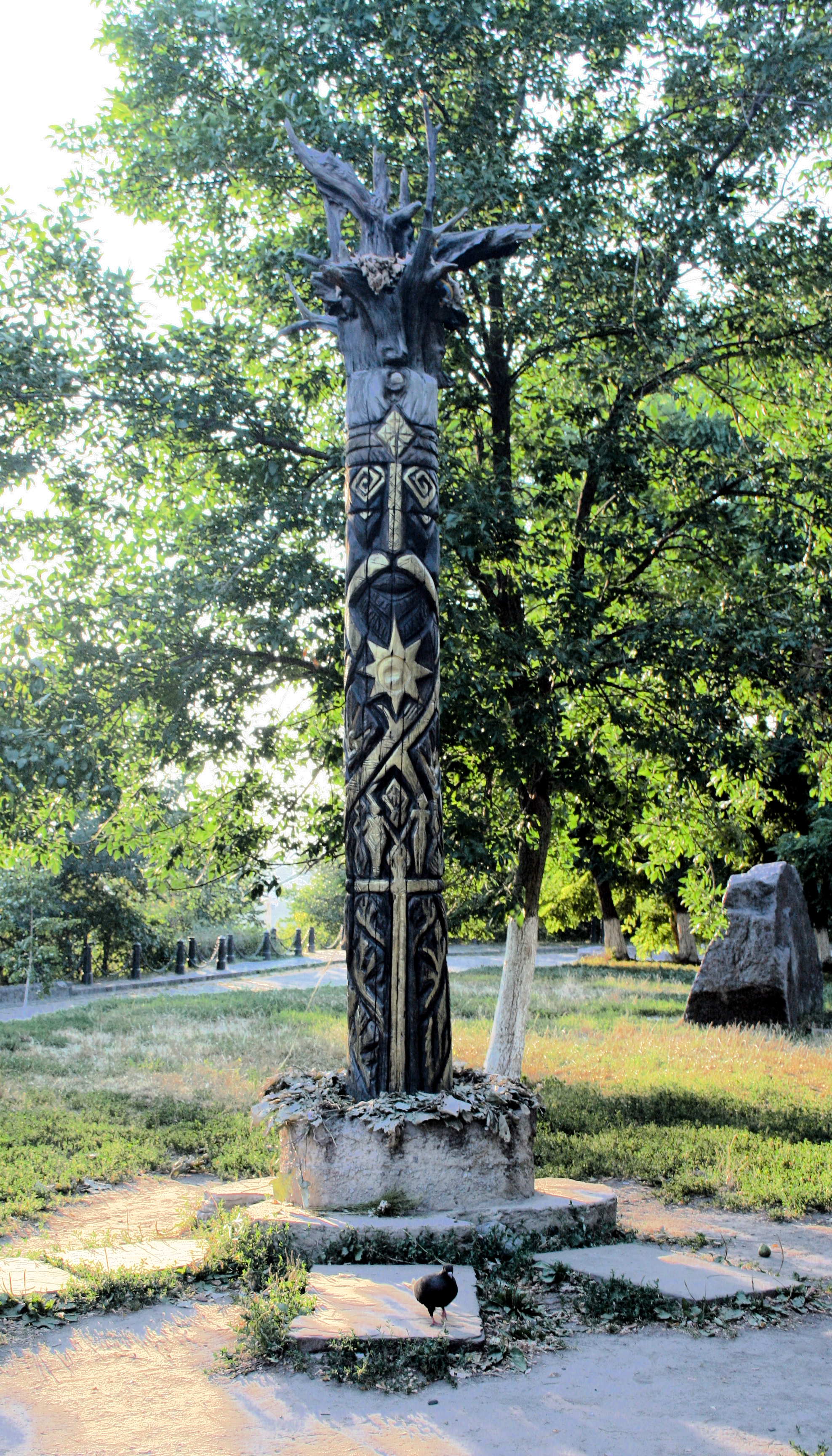
Statue récente de Péroun érigée à Kiev en 2009 par les ridnoviry ukrainiens.

En 980, lorsque le prince Vladimir Ier le Grand monte sur le trône de Kiev, il fait ériger les statues en bois de cinq dieux païens en face de son palais. Péroun, le plus important d'entre eux, est représenté avec une chevelure argentée et une barbe dorée. L'oncle de Vladimir, Dobrinia, a aussi un sanctuaire dédié à Péroun dans sa ville de Novgorod.
Dès 988 (ou 989) toutefois, Vladimir se convertit au christianisme et fait détruire les idoles. Celle de Péroun est attachée à la queue d'un cheval et est traînée jusqu'au Dniepr, tandis que douze hommes la frappent avec des bâtons et que les païens « pleurent sur lui ». À Novgorod, c'est l'évêque Akim qui détruit les lieux de sacrifices et traite de la même manière la statue de Péroun, frappée, traînée dans la boue et jetée dans le fleuve Volkhov, la statue échouera à un endroit appelé aujourd'hui grève de Péroun : le culte officiel de Péroun, comme des autres dieux pré-chrétiens, semble donc avoir été très bref. Un monastère est ensuite construit à cet endroit, mais il gardera le nom de monastère de Péroun : ceci est signalé par le voyageur Adam Olearius, qui visita la région en 1634, et qui précise qu'on entretenait dans ce monastère un feu perpétuel.
Péroun semble avoir dans une certaine mesure survécu dans la mémoire populaire sous les traits du prophète Élie (Ilia en russe) qui, selon la légende, fut enlevé au ciel dans un tourbillon et sur un chariot de feu ; parfois, l'image du Dieu chrétien lui-même a pu se substituer à lui. De même que, selon Procope de Césarée, les Antes sacrifiaient des taureaux à leur dieu de l'orage, les paysans russes du XIXe siècle faisaient encore de même chaque 20 juillet, jour de la fête d'Ilia (Saint Élie).
Comme les autres divinités slaves anciennes, Péroun fait de nos jours l'objet d'un regain d'intérêt de la part de groupes professant un néo-paganisme slave (rodnovérie), et des statues lui sont parfois à nouveau érigées.

Les Gromoviti znaci (signes du tonnerre) sont les symboles de Péroun. Gravés sur les poutres des maisons de village slaves orientales, ils étaient censés protéger de la foudre.

## Dans la culture
Ce dieu a inspiré le super-héros Perun (transcription anglophone du russe), de l'univers de Marvel Comics.
Au XIXe siècle, une monnaie appelée le perun (Перунъ en cyrillique de l'époque), ainsi nommée en référence à Péroun, avait été projetée par le prince-évêque Petar II Petrović-Njegoš au Monténégro, mais elle ne vit jamais le jour.
Péroun a donné son nom à un astéroïde découvert en 1984, (4250) Péroun.